# Fabien Jacquelin
 (février 2025).
Motif : Énième acteur de doublage avec un CV très développé, mais peu de sources, ni de suivis d'acteurs de premier plan. Wikipedia n'est pas un annuaire. À noter que ce bandeau avait été retiré en catimini…
- Archive Wikiwix
- Bing
- Cairn
- DuckDuckGo
- E. Universalis
- Gallica
- Google
- G. Books
- G. News
- G. Scholar
- Persée
- Qwant
- (zh) Baidu
- (ru) Yandex
- (wd) trouver des œuvres sur Wikidata

| 1. | Préciser le motif de la pose du bandeau. | Précisez le motif de la pose du bandeau en utilisant la syntaxe suivante : {{admissibilité à vérifier\|date=juillet 2025\|motif=remplacez ce texte par le motif}}                     |
| 2. | Informer les utilisateurs concernés.     | Pensez à avertir le créateur de l'article, par exemple, en insérant le code ci-dessous sur sa page de discussion : {{subst:avertissement admissibilité à vérifier\|Fabien Jacquelin}} |

Fabien Jacquelin est un acteur français.
Notamment actif dans le doublage, il est la voix française régulière de Mark Sheppard, Zak Santiago, Andrew Rothenberg, Robert Patrick Benedict, Scott Adkins et Aldis Hodge.

## Biographie
C'est à l'âge de 20 ans que Fabien Jacquelin a suivi des cours de théâtre aux côtés de Jean Périmony puis de Jean-Laurent Cochet,. Pendant plusieurs années après sa formation en plus de jouer dans les pièces, il sera assistant à la réalisation et la mise en scène avec ce dernier, lors de nombreux spectacles comme Les Fausses Confidences, La Parisienne ou encore Chat en poche.
Au fil du temps et de son expérience, il a souhaité évoluer vers d'autres facettes du métier d'acteur. C'est par l'intermédiaire d'un de ses partenaires de jeu au théâtre, Jean-Pierre Leroux, qu'il s'oriente vers le doublage. Il est depuis, entre autres, la voix française régulière de Mark Sheppard, Andrew Rothenberg, Zak Santiago ou encore de Scott Adkins.

## Théâtre
- 1999 : Les Fausses Confidences de Marivaux, mise en scène par Jean-Laurent Cochet, Théâtre 14 Jean-Marie Serreau, festival de Mandelieu
- 1999-2002 : Chat en poche de Georges Feydeau, mise en scène par Jean-Laurent Cochet, Théâtre Mouffetard, festival d'Anjou, tournée en France, Suisse, Liban, Tunisie, Île Maurice…
- 2000 : La Parisienne d'Henry Becque, mise en scène par Jean-Laurent Cochet, Théâtre de Saint-Cloud
- 2002 : Doit-on le dire ?[4] d'Eugène Labiche, mise en scène par Jean-Laurent Cochet, Théâtre Mouffetard (Nomination Molière 2003 du meilleur spectacle musical)

## Doublage

### Cinéma

#### Films
- Scott Adkins dans (10 films) :
  - Ninja (2009) : Casey
  - Assassination Games (2011) : Roland Flint
  - Expendables 2 : Unité spéciale (2012) : Hector
  - Ninja 2: Shadow of a Tear (2013) : Casey
  - Zero Tolerance (2015) : Steven
  - Jarhead 3: The Siege (2016) : Gunny Raines
  - Criminal : Un espion dans la tête (2016) : Pete Greensleeves
  - American Assassin (2017) : Victor
  - One Shot (2021) : Jake Harris
  - Section 8 (en) (2022) : Leonard Locke

- Lucas Black dans (4 films) :
  - Jarhead : La Fin de l'innocence (2005) : Kruger
  - Fast and Furious: Tokyo Drift (2006) : Sean Boswell
  - Fast and Furious 7 (2015) : Sean Boswell
  - Fast and Furious 9 (2021) : Sean Boswell

- Holt McCallany dans :
  - Outrages (1989[n 1]) : le lieutenant Kramer (2e doublage)
  - Du plomb dans la tête (2012) : Hank Greely

- Arron Shiver dans : 
  - Hamlet 2 (2008) : Virgil
  - Brothers (2009) : A. J.

- Zak Santiago dans : 
  - Les Sœurs Anderson (2014) : l'inspecteur Santiago Gates
  - Le Retour de Chucky (2017) : Carlos

- Maximiliano Hernández dans :
  - Captain America : Le Soldat de l'hiver (2014) : Jasper Sitwell
  - Avengers: Endgame (2019) : Jasper Sitwell

- Wood Harris dans :
  - Once Upon a Time in Venice (2017) : Prince
  - Shooting Stars (en) (2023) : Dru Joyce II (en)

- Troels Lyby dans :
  - Maybe Baby (da) (2023) : Jan
  - Maybe Baby 2 (sv) (2024) : Jan

- 1974[n 2] : La Tour infernale : Kappy (Don Gordon) (2e doublage)
- 1989[n 1] : Outrages : Cherry (Darren E. Burrows) (2e doublage)
- 1996 : Hunter : Ove (Tomas Norström)
- 2003 : Going Down : Madison (Matthew Carey)
- 2003 : Tout peut arriver : le manager du théâtre (Patrick Fischler)
- 2004 : Les P'tits Génies 2 : Crowe (Peter Wingfield)
- 2004 : Catwoman : Armando (Michael Massee)
- 2005 : Thank You for Smoking : le kidnappeur (Jeff Witzke)
- 2005 : Mon beau-père, mes parents et moi : voix additionnelles
- 2005 : Bad Girls from Valley High : Gavin (Chris D'Elia)
- 2005 : Next Door : Peter (Øystein Martinsen)
- 2005 : Sexy à mort : Eddie (Crispin Glover)
- 2006 : Friends with Money : Aaron 2 (Ty Burrell)
- 2006 : Pirates des Caraïbes : Le Secret du coffre maudit : voix additionnelles
- 2006 : Mise à prix : Darwin Tremor (Chris Pine)
- 2006 : État d'urgence : le caporal Marshall (Max Kasch)
- 2006[n 3] : En territoire ennemi 2 : l'ambassadeur Li (Kenneth Choi)
- 2007 : En cloque, mode d'emploi : Samuel (Adam Scott)
- 2007 : Un cœur invaincu : Steve LeVine (Gary Wilmes)
- 2007 : Transformers : voix additionnelles
- 2007 : Cougar Club : le marshal Hogan (Warren Kole)
- 2007 : 30 jours de nuit : Peter Toomey (Jack Walley)
- 2008 : Jeux de dupes : Zoom (Nick Paonessa)
- 2008 : Le Dragon des mers : La Dernière Légende : le lieutenant Wormsley (Erroll Shand)
- 2008 : L'Œil du mal : ? (?)
- 2009 : Transformers 2 : La Revanche : voix additionnelles
- 2009 : Présumé Coupable : Corey Finley (Joel Moore)
- 2010 : En quarantaine 2  : Nial (Phillip Devona)
- 2010 : Mi$e à prix 2 : l'agent Baker (Clayne Crawford) (sorti directement en DVD)
- 2010 : We Are Four Lions : Malcolm Storge (Alex MacQueen)
- 2010 : L'Effet papillon 3 : Lonnie Flemmons (Richard Wilkinson) (sorti directement en DVD)
- 2010 : Trop belle ! : Cam (Geoff Stults)
- 2010 : True Grit : ? (?)
- 2010 : Sex Addicts (en) : Donny (Rob Benedict)
- 2011 : Transformers 3 : La Face cachée de la Lune : voix additionnelles
- 2011[n 4] : Rampart : Dan Morone (Jon Bernthal)
- 2011 : En quarantaine 2 : Niall Britz (Phillip Devona)
- 2012 : Cheval de Guerre : le major Jamie Stewart (Benedict Cumberbatch)
- 2012 : Twilight, chapitre IV : Révélation : Toshiro (Masami Kosaka)
- 2013 : Drift : Andy Kelly (Myles Pollard (en))
- 2013 : Cet été-là : Lewis (Jim Rash)
- 2013 : American Nightmare : Dr Buynak (Peter Gvozdas)
- 2013[n 5] : Art of the Steal : Guy de Cornet (Chris Diamantopoulos)
- 2014 : I, Frankenstein : Helek (Steve Mouzakis)
- 2014 : American Sniper : Colonel Gronski (Tom Griffin)
- 2015 : Aux yeux de tous : Reg Siefert (Michael Kelly)
- 2015 : Holding the Man : le père O'Malley (Brian Lipson)
- 2016 : Tu ne tueras point : le procureur (James Mackay)
- 2016 : The Boss : Stephan (Timothy Simons)
- 2016 : Jeu trouble : David (Alan O'Silva)
- 2017 : Jungle : Marcus (Joel Jackson)
- 2017 : The Wilde Wedding : Al (Rob Langeder)
- 2017 : The Disaster Artist : Raphael (Paul Scheer)
- 2017 : Kung Fu Yoga : Jones (Aarif Rahman)
- 2018 : The Cloverfield Paradox : Mundy (Chris O'Dowd)
- 2018 : Tau : ? (?)
- 2018 : El Aviso : Jon (Raúl Arévalo)
- 2018 : L'Espion qui m'a larguée : Viktor (Dustin Demri-Burns)
- 2018 : Tanks for Stalin : Piotr Andreïevitch [Qui ?]
- 2019 : The Perfect Date : Charlie Rattigan (Matt Walsh)
- 2019 : Famille indigne : Tyler (Kelly AuCoin)
- 2019 : Ad Astra : le capitaine Lawrence Tanner (Donnie Keshawarz)
- 2019 : Star Wars, épisode IX : L'Ascension de Skywalker : le général Pryde (Richard E. Grant)
- 2019[n 6] : Mission Paradis : Roger (C. S. Lee)
- 2019 : Dans les yeux d'Enzo : Mike (Ian Lake)
- 2020 : Uncut Gems : un journaliste [Qui ?]
- 2020 : Artemis Fowl : ? (?)
- 2020 : Limbo : Abdul (Raadi Madhi)
- 2021 : Des vies froissées : ? (?)
- 2021 : Le Dernier Duel : voix additionnelles
- 2022 : The Valet : Daniel (Alex Fernandez)
- 2022 : Persuasion : M. Shephard (Simon Paisley Day)
- 2022 : Lou : ? (?)
- 2022 : Barbare : ? (?)
- 2022 : Les Lignes courbes de Dieu : ? (?)
- 2022 : Moi, apprivoisée ? (en) : ? (?)
- 2023 : Love Again : un peu, beaucoup, passionnément : Richard Hughes (Steve Oram)
- 2023 : Moi, apprivoisée ? Acte 2 : ? (?)
- 2023 : Ils ne pensent vraiment qu'à ça : Pendergast (Merlin Sandmeyer)
- 2023 : Project X-traction : ? (?)
- 2023 : Ehrengarde ou l'Art de la séduction (en) : Podolski [Qui ?]
- 2023 : Thank You, I'm Sorry (sv) : Jasse (Peshang Rad (sv))
- 2024 : Code 8 : Partie II : l'inspecteur Davis (Aaron Abrams)
- 2024 : Irish Wish : ? (?)
- 2024 : Drôle de lune de miel : le réceptionniste [Qui ?]
- 2024 : One Fast Move (en) : ? (?)
- 2024 : Strangers : Tony (Emmett J. Scanlan (en))
- 2024 : Our Little Secret : ? (?)
- 2024 : Inarrêtable : ? (?)
- 2025 : Blanche-Neige : ? (?)
- 2025 : A Working Man : Wolodymyr « Wolo » Kolisnyk (Jason Flemyng)

#### Films d'animation
- 2003 : Sinbad : La Légende des sept mers : voix additionnelles
- 2004 : Kiki la petite sorcière : voix secondaires[5],[6]
- 2004 : Garfield : voix additionnelles
- 2004 : Gang de requins : voix additionnelles
- 2004 : Les Indestructibles : voix additionnelles
- 2005 : Vaillant, pigeon de combat ! : voix additionnelles
- 2005 : The Wave of Rage : voix secondaires[7]
- 2006 : Les Rebelles de la forêt : voix additionnelles
- 2008 : Barbie et la Magie de Noël : Maurice, le directeur de l'orphelinat
- 2008 : Hokuto no Ken 1 : L'Ère de Raoh : Sôga
- 2009 : Numéro 9 : Numéro 6
- 2009 : Là-haut : Steve[8] et Strauc
- 2013 : La Reine des neiges : Monseigneur
- 2020 : Joyeux Halloween, Scooby-Doo! : ?
- 2021 : Arlo, le garçon alligator : Ralf
- 2021 : Green Snake : voix additionnelles
- 2022 : La Nuit au musée : Le Retour de Kahmunrah : le pharaon Merenkahre

### Télévision

#### Téléfilms
- Zak Santiago dans :
  - Les Cinq Personnes que j'ai rencontrées là-haut (2005) : Dominguez
  - New York Volcano (2006) : Jose
  - A Girl Like Me : L'Histoire vraie de Gwen Araujo (2007) : Carlos Guerrero
  - Perdues dans la tourmente (2008) : Marcus Vegarra
  - Alice au pays des merveilles (2010) : le 10 de trèfle
  - Battlestar Galactica: Blood and Chrome (2013) : le capitaine Diaz
  - L'Ombre du harcèlement (2013) : Romero
  - Trafic de bébés (2014) : Rafael Ochoa

- Luca Zamperoni dans :
  - Les Démons de l'amour (2006) : Boy Spinalski
  - Comment séduire un millionnaire ? (2008) : Giovanni Fabiani
  - Wie ein Stern am Himmel (2010) : Dr Juan Alcantara Feren

- Vincent Dangerfield dans :
  - L'Affaire des bijoux volés (2017) : Scott
  - L'Affaire de la chanteuse amoureuse (2018) : Scott
  - Le Courrier de Noël (2018) : Greg Williams

- Richard Gnolfo dans :
  - Lumière noire (2005) : Marcus
  - Crimson Force (2006) : Sean Kane

- Niko Nicotera dans :
  - Icône (2006) : Andrei Kasanov
  - La Malédiction du pharaon (2007) : Andrew Walker

- Luigi Saracino dans :
  - Victime de l'amour (2006) : Ozzy
  - Si près de moi ! (2007) : le réceptionniste

- Richard Lee Jackson dans :
  - Le Voyage d'une vie (2006) : Sonny Huff
  - Un devoir de vengeance (2008) : Billy

- Jason London dans :
  - Dracula 3 : L'Héritage (2006) : Luke
  - Alien vs. Alien (2008) : Jake Townshend

- Tom Carey dans :
  - Trois sœurs dans le Montana (2008) : Jim
  - Une vie en danger (2010) : Dave Estey

- Franco Lo Presti dans :
  - Un Noël cinq étoiles (2019) : Fred
  - 14 lettres d'amour (2022) : Jackson
- 2000 : Fast Lane to Vegas : Zak (Stephen Harvard)
- 2004 : Touchée en plein cœur : Sam Barlow (Gordon Michael Woolvett)
- 2005 : Dans le droit chemin : Paul Hewitt (Roy Drigger)
- 2005 : Second Souffle : Spencer (Steve Boyle)
- 2005 : Sous l'emprise du mal : Richard Lord (Gordon Tanner)
- 2006 : Casanova : l'ambassadeur de Venise (Raymond Coulthard)
- 2006 : La Dame de cœur : Paul Galloway (Jeffrey Marcus)
- 2006 : Ma fille en danger : Lester Denton (Paul McGillion)
- 2006 : Sauvés par l'amour : Hans Trachwitz (Maximilian von Pufendorf)
- 2007 : Au cœur de la tempête : Herbert Müller, le pilote d'hélicoptère (Stephan Luca)
- 2007 : Une famille en cavale : le hacker (Alejandro Rae)
- 2007 : Le Combat d'une femme : Mike McGinty (Malcolm Travis)
- 2007 : Amour paternel : le jeune papa (Matt Baram)
- 2007 : Sous haute tension : Clark McDaniel (Neil Napier)
- 2007 : Dragon Dynasty : Giovanni (Aaron Hendry)
- 2007 : Ce qu'on fait par amour... : Zeb Ryder (Chase Hoyt)
- 2007 : Christmas at the Riviera : Barry (Alex MacQueen)
- 2007 : Stuart : Une vie à l'envers : Alexander Masters (Benedict Cumberbatch)
- 2008 : Le Cœur de la bête : le révérend Gary Knowles (Shawn Campbell)
- 2008 : Tolérance zéro 2 : Lou Dowdy (Todd Terry)
- 2008 : Copperhead : le shérif Mercer (Todd Jensen)
- 2008 : Discworld (mini-série) : Jiglad Wert (Michael Mears)
- 2009 : Le Bel Arnaqueur : Ahmed (Raoul Bhaneja (en))
- 2009 : Heatstroke : Waters (Chris Cleveland)
- 2010 : Fireball : Tim Timmonds (Colin Cunningham)
- 2010 : Sea Wolf : Humphrey Van Weyden (Stephen Campbell Moore)
- 2010 : La Vallée des tempêtes : Hank jeune (Mark Pawson)
- 2010 : Mafia Love Story : Robert Monte (Chris Diamantopoulos)
- 2010 : Anaconda 4 : Sur la piste de sang : Armon (David Frye)
- 2011 : Moby Dick : Steelkilt (James Gilbert)
- 2011 : La Catin : le comte Ludwig III (Thomas Morris)
- 2011 : Le Cœur de la famille : Craig Vertillo (Ron Melendez)
- 2011 : Piège en haute-couture : l'agent Marks (Sean Tucker)
- 2012 : Invincible : Paul Beck (Myles Pollard (en))
- 2012 : Un goût de romance : Gill Callahan (James Patrick Stuart)
- 2012 : La Première Chevauchée de Wyatt Earp : Doc Holiday (Wilson Bethel)
- 2013 : À l'aube de la destruction : Run (Mark Ghanimé)
- 2013 : Delete (en) : Hollis (Ryan Robbins)
- 2013 : Le Pacte de Noël : Nolan Bradshaw (Richard Keats)
- 2015 : Killing Jesus : Jesus (Haaz Sleiman)
- 2016 : Un tueur parmi nous : Elliot (Anthony Turk)
- 2018 : Mon fils, harcelé jusqu'à la mort : l'avocat de Michelle ([Qui ?])

#### Séries télévisées
- Andrew Rothenberg dans (16 séries) :
  - Prison Break (2006) : Sklar (saison 1, épisode 15 et 21)
  - Monk (2007) : le médecin légiste (saison 5, épisode 15)
  - NCIS : Enquêtes spéciales (2009) : Bruce Solomon (saison 6, épisode 10)
  - Lie to Me (2009) : Kevin Rich (saison 1, épisode 6)
  - Médium (2009) : Kevin Flynn (saison 5, épisode 11 et 12)
  - NCIS : Los Angeles (2010) : Teddy Morgan (saison 1, épisode 7)
  - The Walking Dead (2011-2012) : Jim (5 épisodes, saison 1)
  - Super Hero Family (2011) : Austin Davies (épisode 13, unique saison)
  - Los Angeles, police judiciaire (2012) : Stanley Vaughn (saison 1, épisode 13)
  - Mentalist (2012) : Jack Hellion (saison 4, épisode 19)
  - Person of Interest (2013) : Ross Haskell (saison 2, épisode 19)
  - Mob City (2013) : Eddy Sanderson (6 épisodes, unique saison)
  - Elementary (2015) : Finn (saison 3, épisode 20)
  - Blue Bloods (2015) : Andy Barstow (saison 6, épisode 6)
  - Les Mystères de Laura (2015) : Dr Nick (saison 2, épisode 7)
  - L'Exorciste (2016) : Jim (saison 1, épisode 8)

- Mark Sheppard dans (13 séries) :
  - Médium (2005-2007) : Dr Charles Walker
  - 24 Heures chrono (2006) : Ivan Erwich
  - FBI : Portés disparus (2006) : Ioannis « Johnny » Patani (saison 4, épisode 22)
  - Battlestar Galactica (2007-2009) : Romo Lampkin
  - Shark (2007) : Rupert Stone (saison 2, épisode 15)
  - US Marshals : Protection de témoins (2008) : Russell (saison 1, épisode 10)
  - Supernatural (2009-2017) : Crowley (70 épisodes)
  - Burn Notice (2009) : Tom Prescott (saison 2, épisode 13)
  - Les Experts (2009) : Dimitri Sadesky (saison 10, épisode 7)
  - Dollhouse (2009-2010) : Tanaka
  - Chuck (2010) : le directeur de l'Alliance (saison 3, épisodes 12 et 13)
  - FBI : Duo très spécial (2010) : Curtis Hagen (saison 1, épisode 1)
  - Suspect numéro un New York (2012) : Blackjack Mullins (saison 1, épisode 10)

- Zak Santiago dans (12 séries) :
  - Kingdom Hospital (2004) : Dr Sonny Gupta (9 épisodes)
  - The L Word (2005) : Oscar (4 épisodes)
  - Les 4400 (2008) : Colin McGrath (saison 4, épisode 4)
  - Flash Gordon (2008) : Zack (saison 1, épisode 6)
  - Stargate Universe (2010) : Rivers (saison 1, épisodes 8 et 9)
  - Caprica (2011) : Pann (3 épisodes)
  - V (2011) : John Fierro (4 épisodes, saison 2)
  - Psych : Enquêteur malgré lui (2011) : Manny (saison 5, épisode 5)
  - Once Upon a Time (2013) : le prince Henry jeune (saison 2, épisode 16)
  - King and Maxwell (2014) : Gustavo (saison 1, épisode 3)
  - Motive (2014) : Virgil Maddox (saison 2, épisode 13)
  - Witches of East End (2014) : Mathias (3 épisodes)

- Robert Patrick Benedict dans (8 séries) :
  - Threshold : Premier Contact (2005-2006) : Lucas Pegg
  - Dr House (2008) : Dr Jaime Conway (saison 4, épisode 14)
  - Supernatural (2008-2009) : Chuck Shurley
  - Burn Notice (2010) : Eddie Ash (saison 2, épisode 6)
  - Cold Case : Affaires classées (2010) : Steve Burke (saison 7, épisode 21)
  - Shameless (2012) : Dr Noah Pitts (saison 2, épisode 6)
  - Psych : Enquêteur malgré lui (2012) : Mandlebaum, l'avocat de Thane (saison 6, épisode 15)
  - Mentalist (2013) : Paul Friedman (saison 5, épisode 14)

- Jim True-Frost dans (8 séries) :
  - Sur écoute (2002-2008) : Roland « Prez » Pryzbylewski (2e voix)
  - Médium (2007) : Stephen Campbell (saison 3, épisode 15)
  - New York, unité spéciale (2010) : Thomas Banks (saison 11, épisode 5)
  - New York, section criminelle (2011) : David (saison 9, épisode 5)
  - Blue Bloods (2012) : Lyle Green (saison 1, épisode 18)
  - The Good Wife (2013) : Seth Kleinberg (saison 3, épisode 21)
  - 666 Park Avenue (2013) : Peter Kramer (3 épisodes)
  - Elementary (2013) : Anson Samuels (saison 1, épisode 18)

- Chris Diamantopoulos dans (7 séries) :
  - Raines (2007) : Andrew Carver (épisode 7)
  - 24 Heures chrono (2010) : Rob Weiss (saison 8)
  - The Office (2013) : Brian (saison 9)
  - Arrested Development (2014) : Marky Bark (saison 4)
  - About a Boy (2015) : M. Chris (9 épisodes)
  - La Réalité en face (2021) : Savvas (mini-série)
  - Lucky Hank (en) (2023) : Tom

- Haaz Sleiman dans (7 séries) :
  - Nurse Jackie (2010) : Mohammed (12 épisodes)
  - Nikita (2011) : Kasim Tariq (2 épisodes)
  - Beauty and the Beast (2013) : l'inspecteur Wolansky (saison 1, épisode 3)
  - Covert Affairs (2013) : Khalid Ansari (4 épisodes)
  - Blue Bloods (2014) : Teri Damiri (saison 4, épisode 7)
  - The Good Wife (2014) : Zayeed Shaheed (saison 5, épisode 9)
  - Allegiance (2015) : Scott Toliver (2 épisodes)

- Patch Darragh dans (6 séries) :
  - Mercy Hospital (2010) : Tim Flanagan (12 épisodes)
  - FBI : Duo très spécial (2010) : David Sullivan (saison 1, épisode 9)
  - NCIS : Enquêtes spéciales (2012) : Tom Adams (saison 8, épisode 11)
  - The Good Wife (2013) : Brandt Claussen (saison 4, épisode 10)
  - Royal Pains (2014) : Felix (saison 5, épisode 9)
  - Person of Interest (2015) : Gil (saison 4, épisode 20)

- Ryan Robbins dans (5 séries) :
  - The Guard : Police maritime (2008-2009) : Wendell Linham (16 épisodes)
  - The Killing (2013) : Joe Mills (5 épisodes)
  - Motive (2015) : Eric Sharpe (saison 3, épisode 9)
  - Arrow (2015-2016) : Conklin (9 épisodes)
  - The Magicians (2016) : Dint (saison 1, épisode 13)

- Paul Scheer (en) dans (5 séries) :
  - Raines (2008) : l'employé de l'hôtel (saison 1, épisode 1)
  - The Hotwives of Orlando (2015) : Matty Green (7 épisodes)
  - Wet Hot American Summer: First Day of Camp (2015) : Dave (mini-série)
  - Bienvenue chez les Huang (2015-2019) : Mitch (25 épisodes)
  - Wet Hot American Summer: Ten Years Later (2017) : Dave (mini-série)

- Josh Wingate (en) dans (4 séries) :
  - Preuve à l'appui (2007) : Trent Willows (saison 5, épisode 11)
  - Justified (2011) : Puller (2 épisodes)
  - Undercovers (2012) : Pool Tough (saison 1, épisode 12)
  - Castle (2012) : Greg Page (saison 3, épisode 14)

- Coby Ryan McLaughin dans (4 séries) :
  - Women's Murder Club (2007) : Luke Bowen (7 épisodes)
  - The Glades (2012) : Dr Ben Avery (2 épisodes)
  - Parenthood (2014) : Chris Jeffries (6 épisodes)
  - Castle (2015) : Brooks (2 épisodes)

- Donnie Keshawarz (en) dans (4 séries) :
  - Damages (2008) : Andrew Vida (9 épisodes)
  - New York, unité spéciale (2012) : Tomas Grey (saison 13, épisode 9)
  - Homeland (2014) : Hafez « A-Z » Azizi (saison 3, épisodes 9 et 10)
  - Forever (2015) : le lieutenant Hanson (22 épisodes)

- Emmett J. Scanlan (en) dans (4 séries) :
  - The Fall (2013-2016) : l'inspecteur Glen Martin (4 épisodes)
  - A.D. : La Bible continue (en) (2015) : Saul de Tarse (mini-série)
  - Beowulf : Retour dans les Shieldlands (2016) : Skellan (3 épisodes)
  - Mythes et Croyances (2018) : William Burke (saison 2, épisode 1)

- Kenneth Choi dans :
  - Dr House (2005) : Dr Lim (saison 1, épisodes 4 et 18)
  - Crash (2009) : Mikey Han (3 épisodes)
  - Longmire (2013) : Dr Bloomfield (saison 2, épisode 9)

- Ron Butler (en) dans :
  - Médium (2008) : l'employé de bureau (saison 3, épisode 20)
  - Three Rivers (2010) : Dr Parr (saison 1, épisode 8)
  - Bunheads (2013) : Eric Sinclair (saison 1)

- Conrad Pla (en) dans :
  - Flashpoint (2008) : Rafael Castillo (saison 2, épisode 1)
  - Alphas (2012) : Luke (saison 1, épisode 6)
  - Jessica King (2012) : Lucio Barrata (saison 1, épisode 2)

- Aldis Hodge dans :
  - Leverage (2009-2014) : Alec Hardison
  - Castle (2010) : Azi (saison 1, épisode 6)
  - Forgotten (2010) : Danny Rowe (saison 1, épisode 8)

- James Patrick Stuart dans :
  - 90210 Beverly Hills : Nouvelle Génération (2008-2009) : Charles Clark (9 épisodes)
  - Drop Dead Diva (2012) : l'avocat Thurman (saison 3, épisode 8)
  - Bones (2013) : Dr Cole Reese (saison 8, épisode 5)

- Michael Benyaer dans :
  - Mentalist (2010) : Dr Joseph Gorshani (saison 2, épisode 9)
  - NCIS : Enquêtes spéciales (2012) : Osman Zoranj (saison 9, épisode 9)
  - Motive (2013) : Stuart Nieuwendyk (saison 1, épisode 6)

- Will Chase dans :
  - Rescue Me : Les Héros du 11 septembre (2010) : Pat Mahoney (4 épisodes)
  - Blue Bloods (2012) : William Flood (saison 2, épisode 3)
  - The Good Wife (2013) : l'inspecteur Doug Young (saison 4, épisode 18)

- Chad Michael Collins dans :
  - Once Upon a Time (2013) : Gerhardt (saison 2, épisode 12)
  - Major Crimes (2013) : Greg Miller (saison 1, épisode 1)
  - NCIS : Nouvelle-Orléans (2015) : le lieutenant Val Franco (saison 2, épisode 3)

- Alex Weisman (en) dans :
  - Chicago Fire (2013-2017) : Chout (9 épisodes)
  - Chicago Police Department (2014) : Chout (saison 1, épisode 9)
  - Chicago Med (2015-2018) : Chout (11 épisodes)

- Parry Shen (en) dans :
  - Tru Calling : Compte à rebours (2004) : Tyler Li (saison 2)
  - Thief (2007) : Billy Kwan (mini-série)

- Clayne Crawford dans :
  - Jericho (2007) : Mitchell Cafferty
  - Burn Notice (2011) : Ryan Johnson (1 épisode, saison 3)

- Matt Winston (en) dans :
  - Boston Justice (2008) : Ryan Chism (saison 5, épisode 5)
  - Castle (2010) : Evan Hinkle (saison 2, épisode 2)

- Nate Mooney (en) dans :
  - Moonlight (2008) : Rider England (saison 1, épisode 5)
  - Breaking Bad (2010) : Trucker (saison 3, épisode 7)

- David Monahan (en) dans :
  - Swingtown (2008) : Henry (3 épisodes)
  - Mentalist (2010) : Georges Doverton (saison 2, épisode 9)

- Zen Shane Lim dans :
  - Samurai Girl (2008) : Teddy (3 épisodes)
  - Chaos (2012) : Chang (saison 1, épisode 4)

- Chris McGarry (en) dans :
  - Awake (2012) : Dr Banks (4 épisodes)
  - Esprits criminels (2013) : Carl Timmons (saison 8, épisode 4)

- Jason Manuel Olazabal dans :
  - Ironside (2013) : inspecteur Wellman (2 épisodes)
  - Scorpion (2015) : Hector Menjivar (saison 1, épisode 20)

- Kelly AuCoin dans :
  - The Americans (2014-2022) : le pasteur Tim (22 épisodes)
  - Clipped (en) (2024) : Andy Roeser (mini-série)

- 1997-2001 : Troisième planète après le Soleil : Dr Vincent Strudwick (Ron West)
- 2002-2006 : Malcolm : Steve (Jonathan Craig Williams)
- 2003-2004 : Everwood : Chris Beals (Ben Weber)
- 2004-2009 : Dr House : le pharmacien (Marco Pelaez), Jeff Forrester (Kristoffer Polaha) (saison 2, épisode 6) Stevie Lipa (Jake Richardson) (saison 3, épisode 13) Stark (Brian Klugman) (saison 4, épisode 3), Yonathan (Eyal Podell) (saison 4, épisode 12), Neil Zane (Christopher Moynihan) (saison 5, épisode 18)
- 2004-2009 : The L Word : James (Preston Cook)
- 2005-2009 : Tout le monde déteste Chris : Risky (Mike Estime)
- 2005 : 15/A : Jesse Siegel (Christian Schrapff)
- 2005 : Ancient Rome : The Rise and Fall of an Empire : Bassianus (Andrew Havill)
- 2005 : Les 4400 : Ryan Powell (Colin Cunningham) (saison 1, épisode 4 / saison 4, épisode 2)
- 2006 : New York, section criminelle : l'inspecteur Daniels (Seth Gilliam)
- 2006 : Prison Break : Stash (Joe Holt)
- 2006-2008 : Le Rêve de Diana : Robin Van Kampen (Marc Richter)
- 2006-2010 : Médium : Jared Swanstrom (Reed Diamond) (saison 1, épisode 6), Joel Tiernan (Max Casella) (saison 5, épisode 1) et Brian Fondran (Brian Avers)
- 2007 : Runaway : Tannen (Aaron Abrams)
- 2007 : Post mortem : Jörn Schuster (Jörg Rayhjen) (saison 1, épisode 2)
- 2007 : Boston Justice : l'officier Kent Stone (Chris Butler) (saison 5, épisode 3)
- 2007 : Generation Kill : Major Todd Eckloff (Benjamin Bush)
- 2007 : Flash Gordon : le comte Mallow (Daniel Probert) (saison 1, épisode 19)
- 2007 : FBI : Portés disparus : Eliot Reiser (Conor Dubin) (saison 6, épisode 16)
- 2007 : Numb3rs : Shane O'Hanahan (Shawn Doyle) (saison 4, épisode 18)
- 2007 / 2009 : Monk : l'homme-statue (Jonathan Chase) (saison 6, épisode 12) et Shawn Metzger (Darin Cooper) (saison 7, épisode 13)
- 2008 : Les Dossiers Dresden : Waldo Butters (Matt Gordon)
- 2008 : Moonlight : Pierce Anders (Edoardo Ballerini (en)) (saison 1, épisode 13)
- 2008 : La Vie secrète d'une ado ordinaire : Donovan (Alex Boling)
- 2008 : Samantha qui ? : l'Artiste (Jim Rash) (saison 1, épisode 13)
- 2008 : MI-5 : Rowan (Simon Woods) (saison 5, épisodes 1 et 2)
- 2008 : Crash : Mikey Han (Ken Choi)
- 2008 : The Company : Vanka Borisoz (Hristo Mitzkov) (mini série)
- 2008-2009 : Worst Week : Pour le meilleur... et pour le pire ! : Adam (Nick Kroll)
- 2008-2014 : Mad Men : le Père John Gill (Colin Hanks), Bill Mitford (Brian Elerding) (saison 4), Howard Dawes (Jeff Clarke) (saison 5) et John Mathis (Trevor Einhorn) (11 épisodes)
- 2009 : Private Practice : Collin (Antonio Elias) (saison 2, épisode 9)
- 2009 : Une croisière de rêve : Joe (Jay Hartmann) (saison 1, épisode 59)
- 2009 : Merlin : le Sorcier Tauren (Cal Macaninch) (saison 1, épisode 12)
- 2009 : Mentalist : Rick Tiegler (Bodhi Elfman) (saison 1, épisode 18)
- 2009 : FBI : Portés disparus : Bill Mesler (John Cabrera) (saison 7, épisode 20)
- 2009 : City Homicide : L'Enfer du crime : Billy Pierce / Will Fenech (Simon Stone) (saison 2, épisode 22)
- 2009 : 24 Heures chrono : Dr Levinson (Paul McGillion) (saison 7, épisode 23)
- 2010 : Kings : Sean Savoy (Armando Riesco (en)) (saison 1)
- 2010 : Lie to Me : Hollander (Chris Tardio) (saison 2, épisode 15)
- 2010 : Persons Unknown : Tom (Reggie Lee)
- 2010 : Being Human : La Confrérie de l'étrange : Hennessey (Adrian Schiller) (saison 2)
- 2011 : Les Chiens fous : le professeur Owens (Johnny Sneed)
- 2011 : L'Enfer du Pacifique : Hamm (Noel Fisher) (mini-série)
- 2012 : Chaos : Ernesto Salazar (Jesse Borrego) (1 épisode)
- 2012 : Grimm : Slivitch (Henri Lubatti)
- 2012 : Person of Interest : le sergent Harris (Ed Moran) (1 épisode)
- 2012 : Hunted : Andrew Hayden (James Daffern)
- 2012 : Castle : Philip Lee (Lanny Joon) (saison 4, épisode 4) et Sal Martino / Ron Brandt (Ian Kahn) (saison 4, épisode 7)
- 2012 : Psych : Enquêteur malgré lui : le manager du motel (Ken Lawson) (saison 6, épisode 2)
- 2012 : Girls : Adam Sackler (Adam Driver)
- 2012 : Burn Notice : Benny (Steve Zurk) (saison 5, épisode 8) et Ross (Todd Allen Durkin) (saison 5, épisode 9)
- 2012-2014 : Suburgatory : Tom (Todd Sherry)
- 2013 : Alphas : Vince (Stefano DiMatteo) (saison 2, épisode 12)
- 2013 : The Listener : Anthony Wallace (Rossif Sutherland) (saison 3, épisode 1)
- 2013 : Vegas : Kerry Chase (Jonno Roberts) (saison 1, épisode 9)
- 2013-2018 : House of Cards : Doug Stamper (Michael Kelly) (72 épisodes)
- 2013 : Person of Interest : Dennis Cunningham (Derek Wilson) (saison 2, épisode 17)
- 2013 : Beauty and the Beast : Ray Sheckman (Chris Young) (saison 1, épisodes 14 et 15)
- 2014 : Hello Ladies : Luke (Zack Conroy) (saison 1, épisode 7)
- 2014 : Switched : Angelo Sorrento (J. R. Cacia) (2 épisodes)
- 2014 : Marvel : Les Agents du SHIELD : l'agent Jasper Sitwell (Maximiliano Hernández) (3 épisodes)
- 2014 : Defiance : le lieutenant « Bebe » Beckman (Billy MacLellan) (8 épisodes)
- 2015 : Homeland : Parvez (Meren Reddy) (4 épisodes)
- 2016-2018 : Mars : Robert Foucault (Sammi Rotibi) (12 épisodes)
- 2017-2018 : Taken : Rem (James Landry Hebert) (10 épisodes)
- 2017 : Suspect n°1 : Tennison (en) : le sergent Harris (Andrew Brooke (en)) (6 épisodes)
- 2017 : Les Mystères de Londres : Nathaniel (Joe Sims (en)) (saison 1, épisode 7)
- 2017 : The Last Man on Earth : Glenn (Chris Elliott) (2 épisodes)
- 2018 : Westworld : Karl Strand (Gustaf Skarsgård) (5 épisodes)
- 2018-2020 : Diablero : Elvis « Diablero » Infante (Horacio Garcia Rojas) (14 épisodes)
- 2019-2020 : Crash Landing on You : Cheon Su-bok (Hong Woo-jin) (13 épisodes)
- 2021 : The Beast Must Die (en) : Vincent O'Brien (Douggie McMeekin)
- 2022 : The Pentaverate : ? (?) (mini-série)
- 2022 : Bosch: Legacy : l'inspecteur Gustafason (Hugo Armstrong) (4 épisodes), Crisp [Qui ?] (saison 1, épisode 10)
- 2022 : 42 jours dans l'obscurité (es) : Julio Maturana (Ignacio Verdugo) et Silva (Juan Carlos Maldonado)
- 2022 : Uncoupled : ? (?)
- 2022 : Somebody : le professeur Min Gi-ung (Bae Gang-hee)
- 2022 : Players (en) : « CaptainFlowers » (Clayton Raines)
- 2023 : Black Mirror : l'officier Clay [Qui ?] (saison 6, épisode 4)
- 2023 : Les Veuves du jeudi : Martín (Pablo Cruz Guerrero (es)) (mini-série)
- 2023 : Will Trent : le shérif Gonzales (Yancey Arias) (saison 1, épisode 10)
- 2024 : Parasyte: The Grey : ? (?)
- 2024 : L'Impératrice : ? (?) (saison 2)
- 2024 : A Gentleman in Moscow : « Bishop » Leplevsky (John Heffernan)
- 2024 : Sweetpea : Jeff (Dustin Demri-Burns (en))

#### Séries d'animation
- 2001 : Street Fighter Alpha : Ken (OAV)
- 2006 : Gilgamesh : Sex
- 2006 : Basilisk : Koshiro
- 2007 : Princess Princess : Takahiro Tadasu[9]
- 2007 : Berserk : Guts
- 2009 : Hokuto no Ken, OAV 1 : La Légende de Julia : Sōga
- 2010 : Hokuto no Ken, OAV 2 : La Légende de Toki : Sōga
- 2010 : La Légende de Raoh : Sôga
- 2010 : Le Petit Prince : Coppelius 2 (création de voix, épisode La Planète de Coppelius)
- 2018 : La Légende des Trois Caballeros : Annonceur / Blazebeak / Homme mort / Fantôme de Roosevelt / Pirate Sheldgoose / Personnel Yéti SPA
- 2019 : Scooby-Doo et Compagnie : Rick Tally (épisode 9)
- 2020 : Solar Opposites : Gordon (saison 1, épisode 2)
- 2021 : À découper suivant les pointillés : voix additionnelles
- 2022 : Zootopie+ (en) : le cousin Morty, le journaliste et Gerald (mini-série)
- 2022 : Lookism (en) : voix additionnelles
- 2022 : Transformers: EarthSpark : M. Smelt
- 2023 : Captain Fall (en) : M. Tyrant
- 2023 : Horimiya: The Missing Pieces : Takeru Sengoku
- 2023 : Akuma-kun (en) : Hiroki
- 2024 : Garōden : La Voie du loup solitaire : voix additionnelles
- 2025 : Wind Breaker : Takeru Kongō (saison 2)

### Jeux vidéo
- 2015 : Fallout 4 : Deacon
- 2016 : Watch Dogs 2 : voix additionnelles
- 2016 : Titanfall 2 : Fusiller Jack Cooper
- 2018 : World of Warcraft: Battle for Azeroth : le frère Joseph
- 2019 : Anthem : Tallon
- 2020 : Ghost of Tsushima : Sogen
- 2020 : Assassin's Creed Valhalla : voix additionnelles
- 2020 : Call of Duty: Black Ops Cold War : Ghostface
- 2020 : Call of Duty: Warzone : Ghostface
- 2021 : New World : divers personnages
- 2022 : Lego Star Wars : La Saga Skywalker : le général Pryde
- 2022 : God of War: Ragnarök : Surt et Raeb
- 2023 : Diablo IV : le Nécromancien
- 2023 : Final Fantasy XVI : ?
- 2023 : Alan Wake 2 : voix additionnelles
- 2024 : Skull and Bones : ?
- 2024 : Dead Rising Deluxe Remaster : Roger Hall

## Voix off

### Documentaires
- 2009 : Afrique du Sud, pays riche ou pays pauvre ? (auteur des commentaires[10])
- 2010 : Life Force : Africa's Rift Valley Lakes : le narrateur
- 2010 : Life Force : Japan : le narrateur
- 2011 : Le Dernier des grizzlis : le narrateur, diffusé sur France 5
- 2011 : Danse avec les poissons : le narrateur, diffusé sur Arte
- 2011 : L'Histoire du monde en à peine 2 heures : le narrateur, diffusé sur France 5
- 2011 : Le Corps humain : le narrateur, diffusé sur BBC France 5
- 2012 : La Fabuleuse Machine d'Anticythère : le narrateur, diffusé sur Arte
- 2012 : Singes malins et Perroquets prodiges : le narrateur, diffusé sur France 5
- 2016 : À pleines dents ! Le Portugal : divers

### Émission
- The Glee Project : lui-même (Bryce Ross-Johnson) (télé-réalité)